# Sardio

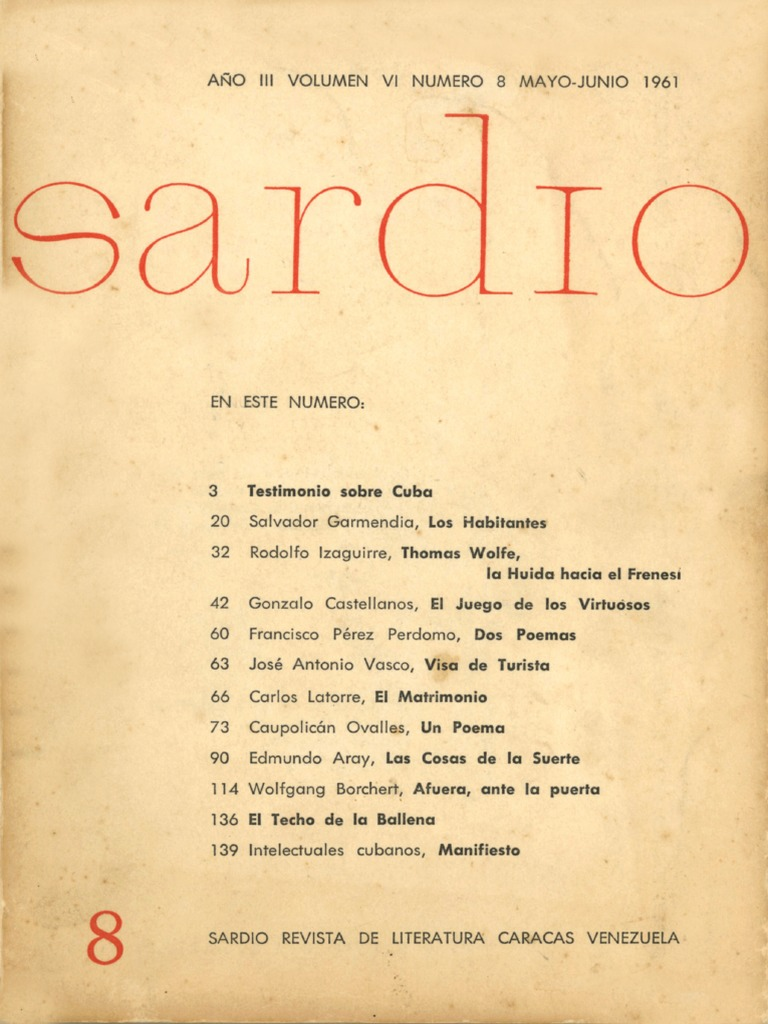
Revista Sardio N°8.

Sardio (1955 - 1961) se constituye como grupo literario en oposición a dictadura de Marcos Pérez Jiménez entre 1954 y 1955. En 1958, el año en que cayó la dictadura, se crea la revista homónima Sardio que sacó ocho números. Se publicaban textos de diversos géneros, tanto ficcionales como reflexivos o documentales. 
En 1961 el grupo se disuelve por diferencias políticas entre los integrantes de centro y los integrantes de izquierda. Los miembros de Sardio con ideologías de izquierda conformarían luego grupo El Techo de la Ballena. Rodolfo Izaguirre recuerda esta escisión: «La revolución cubana radicalizó de tal manera a los integrantes de Sardio que el grupo terminó por disolverse y los más radicales pasamos a formar parte de El Techo de la Ballena, un movimiento contestatario compuesto principalmente por artistas plásticos al que se sumaron escritores. ¡Yo fui uno de ellos!».
En cada número de Sardio aparecía un Testimonio, equivalente a un manifiesto, en el que se reformulaban los ideales del grupo según era necesario respecto a la realidad que se experimentaba. Yasmine Vandorpe explica en su artículo académico que «En los testimonios no se aborda solamente la problemática artística sino que esta está enfocada a través de una reflexión más general sobre la cultura, la sociedad y el hombre».
En el primer comité de redacción de la revista se encontraban Adriano González León, Guillermo Sucre, Rómulo Aranguibel, Rodolfo Izaguirre y Luis García Morales; en el número 3-4 se integraron Gonzalo Castellanos, Elisa Lerner, Salvador Garmendia y Ramón Palomares. Participaron también Francisco Pérez Perdomo, Carlos Contramaestre, Edmundo Aray, Pedro Duno, Efraín Hurtado, Caupolicán Ovalles, Elizabeth Schön y los pintores Manuel Quintana Castillo, Perán Erminy, Mateo Manaure, Marcos Miliani y Omar Carreño.
Sardio, como grupo estructurado -tal vez el núcleo generacional más cohesionado y orgánico de los últimos años., se hará presente solo en 1958. En mayo y junio de ese año circulará el primer número de la revista con el mismo nombre. Dos años más tarde, en 1960, fenecerá de muerte natural con el N.º 7. Sardio equilibra diversas tendencias en la poesía, en la narrativa, en el ensayo, El fervor del grupo intenta establecer conciliación. Lo logra durante un tiempo. Pero llega un momento en que la precariedad del equilibrio ha de romperse. Entonces las afinidades electivas, las actitudes personales, los gustos estéticos, pero sobre todo la orientación política, inclinarán a unos y otros por diversos caminos. Distanciados, buscarán acomodo en otras toldas, porque persiste el fuego creador. Entonces es cuando surgen El Techo de la Ballena y Tabla Redonda. Refugios temporales para la mayoría, Los otros preferirán la independencia intelectual. Con Sardio, los representantes de la literatura joven de Venezuela entran en contacto con las nuevas corrientes del pensamiento, del arte y de las letras universales.

## Editorial
- Las hogueras más altas (1957), de Adriano González León.
- Estrechos son los navíos, de Saint Jhon Perse (traducido por Guillermo Sucre).
- Los pequeños seres (1959), de Salvador Garmendia.
- Fantasmas enfermedades (1961), de Francisco Pérez Perdomo.
- Nadie quiere descansar (1961), de Edmundo Aray.
- Lo real y la memoria (1962), de García Morales.
- Mientras suceden los días (1961), de Guillermo Sucre.